# 中村義雄
中村 義雄（なかむら よしお、1925年〈大正14年〉7月15日 - 1993年〈平成5年〉3月21日）は、日本の国文学者。中古文学を専攻し、『源氏物語絵巻』などの「絵詞文学」を専門とする。学位は、文学博士（筑波大学）（学位論文『絵巻物詞書の研究』）。

## 人物
1983年(昭和58年)『絵巻物詞書の研究』により角川源義賞受賞。同書により文学博士（筑波大学）。日本画家の服部有恒に師事し、池田亀鑑『全講枕草子』（至文堂）、『日本国語大辞典』『古語大辞典』『日本古典文学全集』以上（小学館）、萩谷朴の校注書等の古典考証挿絵を手掛ける。

## 略歴
- 1925年（大正14年） - 群馬県太田市に生まれる。
- 1949年（昭和24年） - 東京高等師範学校卒業。山岸徳平に師事。
- 1952年（昭和27年） - 東京大学文学部国文学科卒業。池田亀鑑に師事。
- 1955年（昭和30年） - 東京大学大学院修了。池田亀鑑「源氏物語大成」「図録篇」作成に従事。
- 1965年（昭和40年） - 東京成徳短期大学助教授
- 1967年（昭和42年） - 二松学舎大学教授
- 1968年（昭和43年） - 大東文化大学教授。1987年退職。
- 1993年（平成 5年） - 呼吸不全のため死去。

## 著書
- 『王朝の風俗と文学』 塙書房、1962年
- 『魔よけとまじない－古典文学の周辺』 塙書房、1978年（塙新書）
- 『絵巻物詞書の研究』 角川書店、1982年

## 校注
- 『宇治拾遺物語・古本説話集』 42 岩波書店、1990年（新日本古典文学大系）
※『古本説話集』を小内一明と共校注。

## 関連人物
- 池田亀鑑
- 山岸徳平
- 中田祝夫
- 萩谷朴